# 청혼

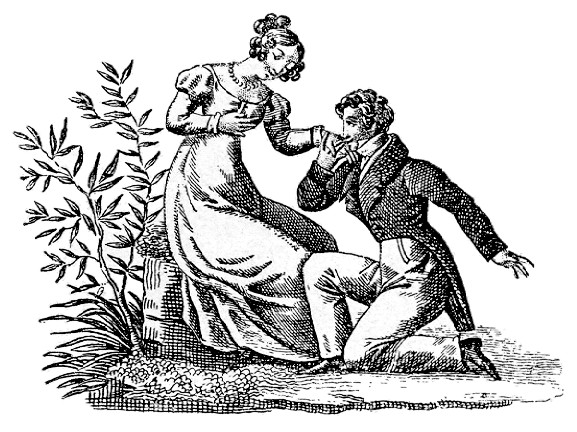

청혼(請婚), 또는 프러포즈(영어: propose)는 다른 사람에게 혼인을 청하는 시간이다. 청혼은 서양 문화에서 흔히 볼 수 있는 관습이나 의례로, 부부 중 한 사람이 다른 사람에게 결혼을 제안하는 것이다. 받아들여지면 약혼이 시작되고 나중에 결혼하겠다는 상호 약속이 시작된다.
모든 약혼이 결혼 제안으로 시작되는 것은 아니다. 역사적으로 많은 결혼은 부모나 중매인에 의해 이루어졌으며 이러한 관습은 현대에도 여전히 실행되고 있다. 부부가 결혼 결정을 내린다 하더라도, 부부 간에 직접적으로 의사소통이 이루어지지 않을 수도 있다. 예를 들어, 일본의 전통 풍습인 오미아이에서는 결혼을 추구할지 거절할지(코토와리) 공식적인 결정을 부부의 중매인이 서로 전달한다.

## 같이 보기
- 약혼
- 혼인